# Cadre Noir

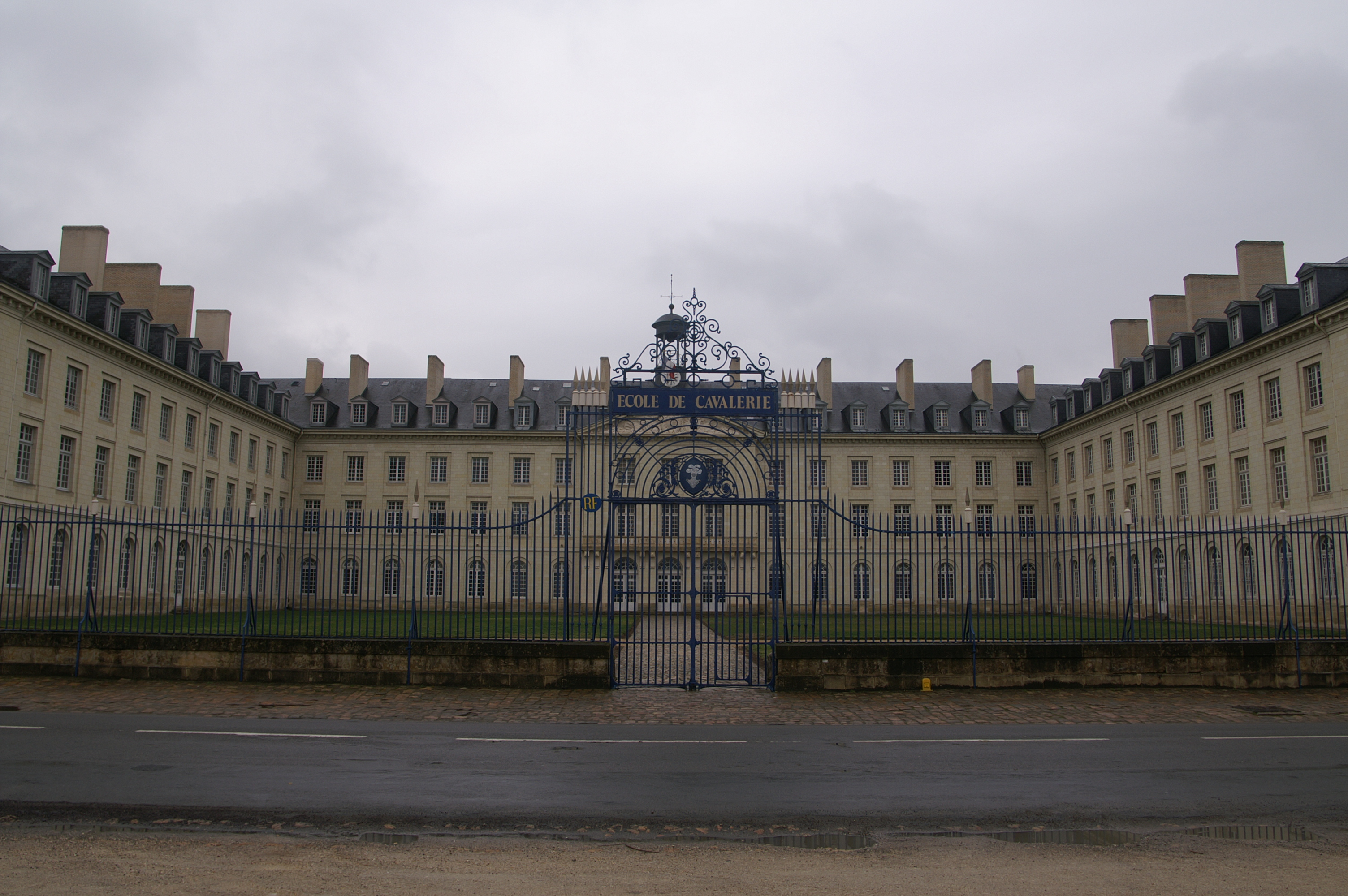
Antiga Escola de Cadre Noir em Saumur

O Cadre Noir é o corpo de cavaleiros ou instrutores da École Nationale d'Équitation, a academia da cavalaria militar francesa fica em Saumur, no oeste da França. A tropa militar foi fundada em 1828, a origem do nome vem dos uniformes negros usados ainda hoje, é considerada uma das mais prestigiosas escolas de ginetes do mundo.

## Galeria

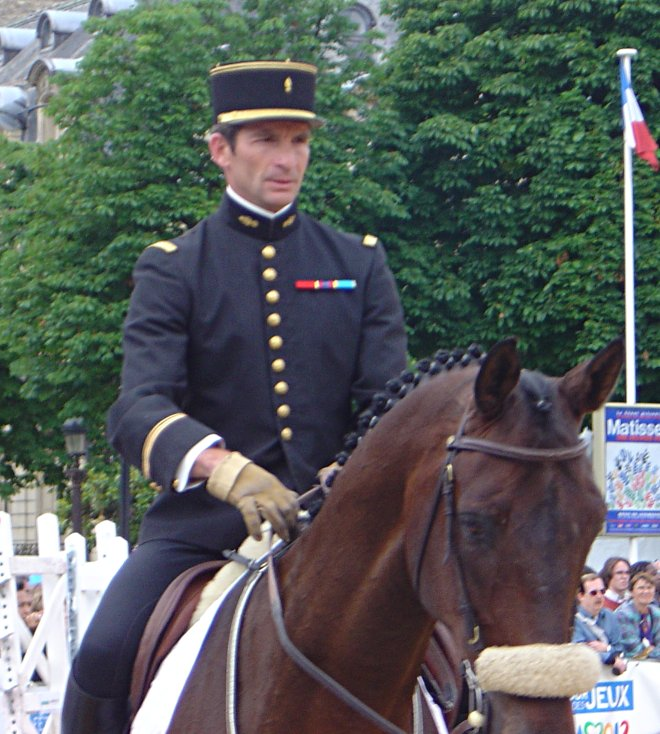
Didier Courrèges campeão olímpico
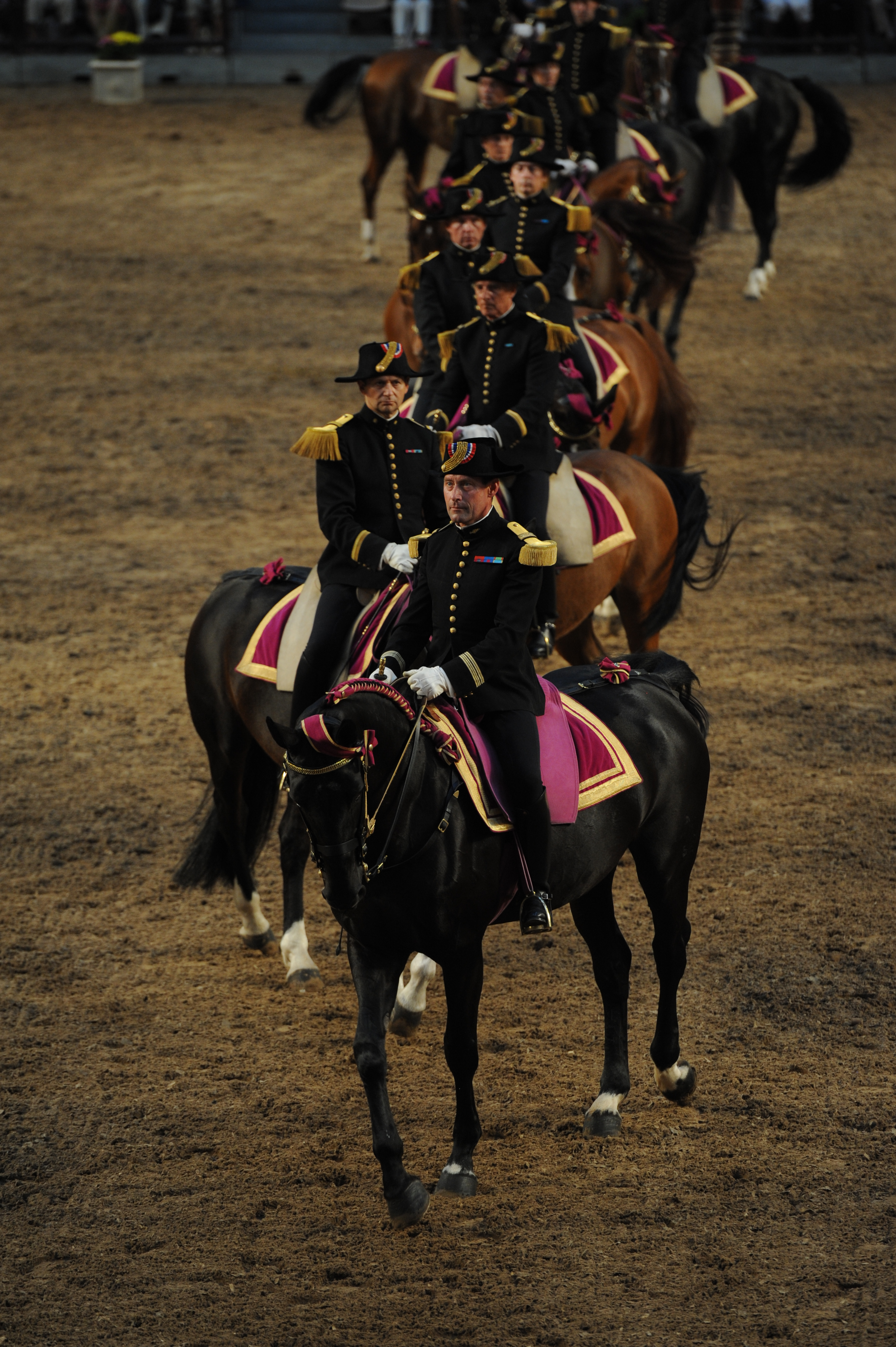
Cadre Noir em uniforme de gala
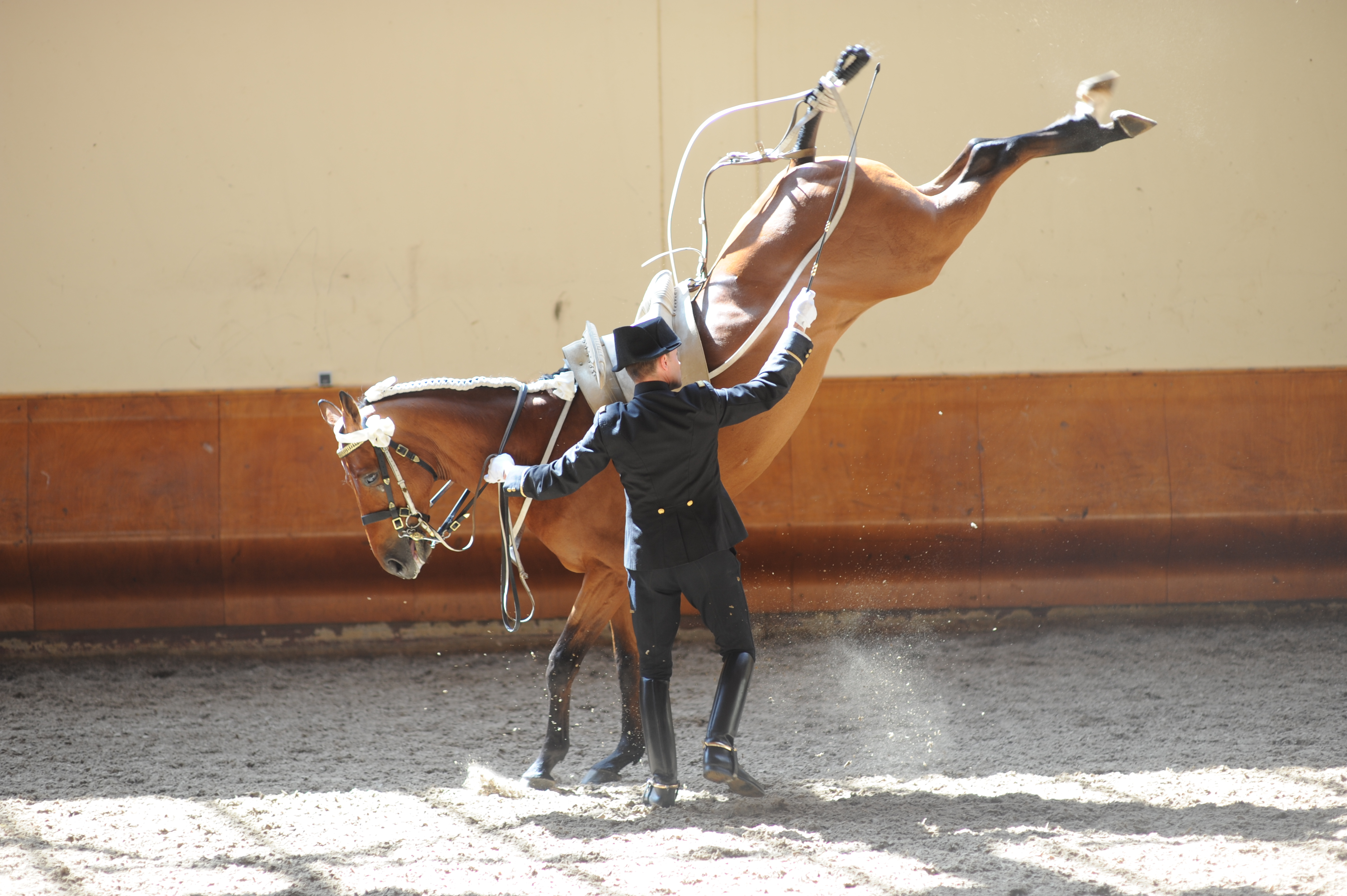
Croupade
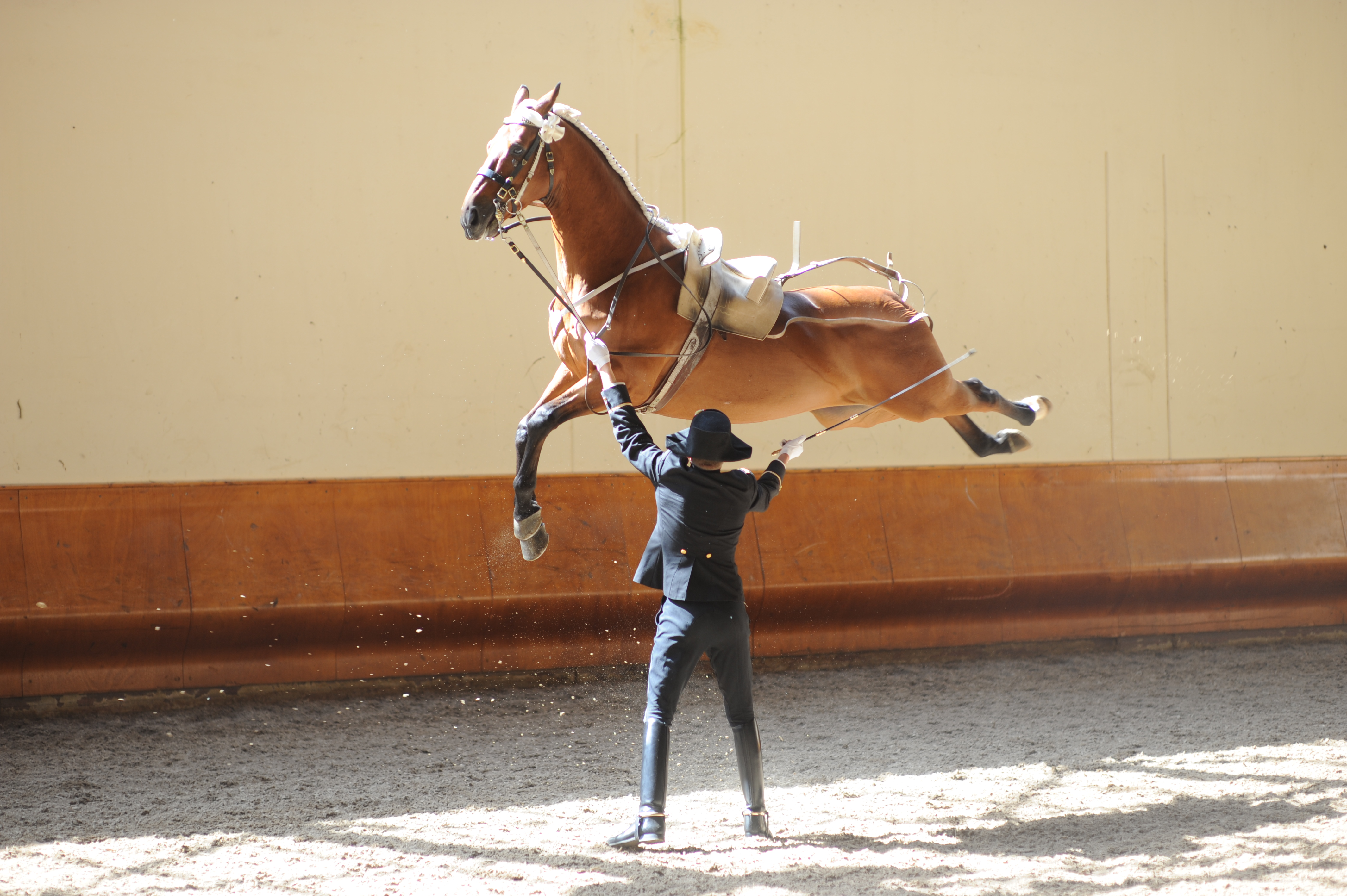
Cabriole
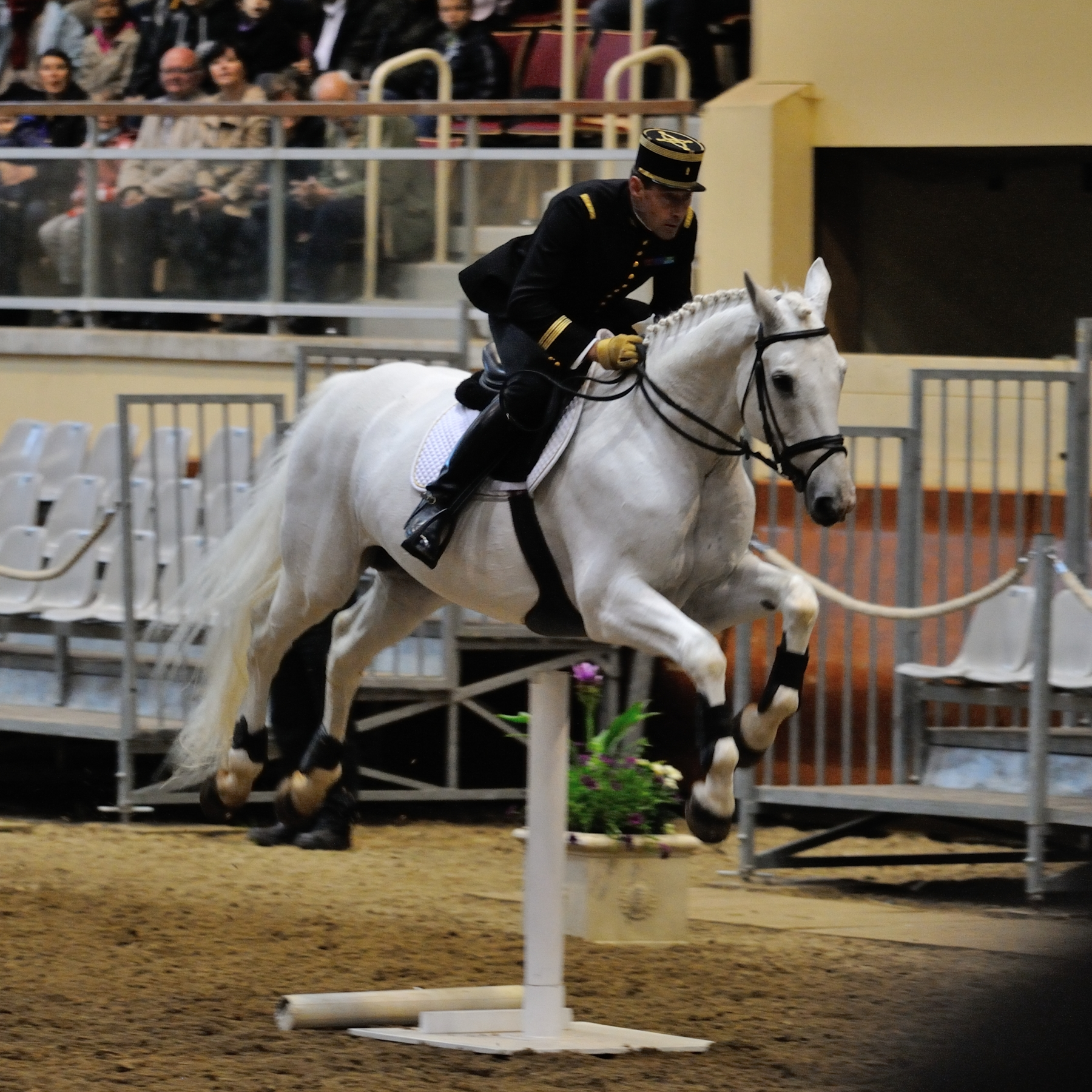
Salto sobre um pole
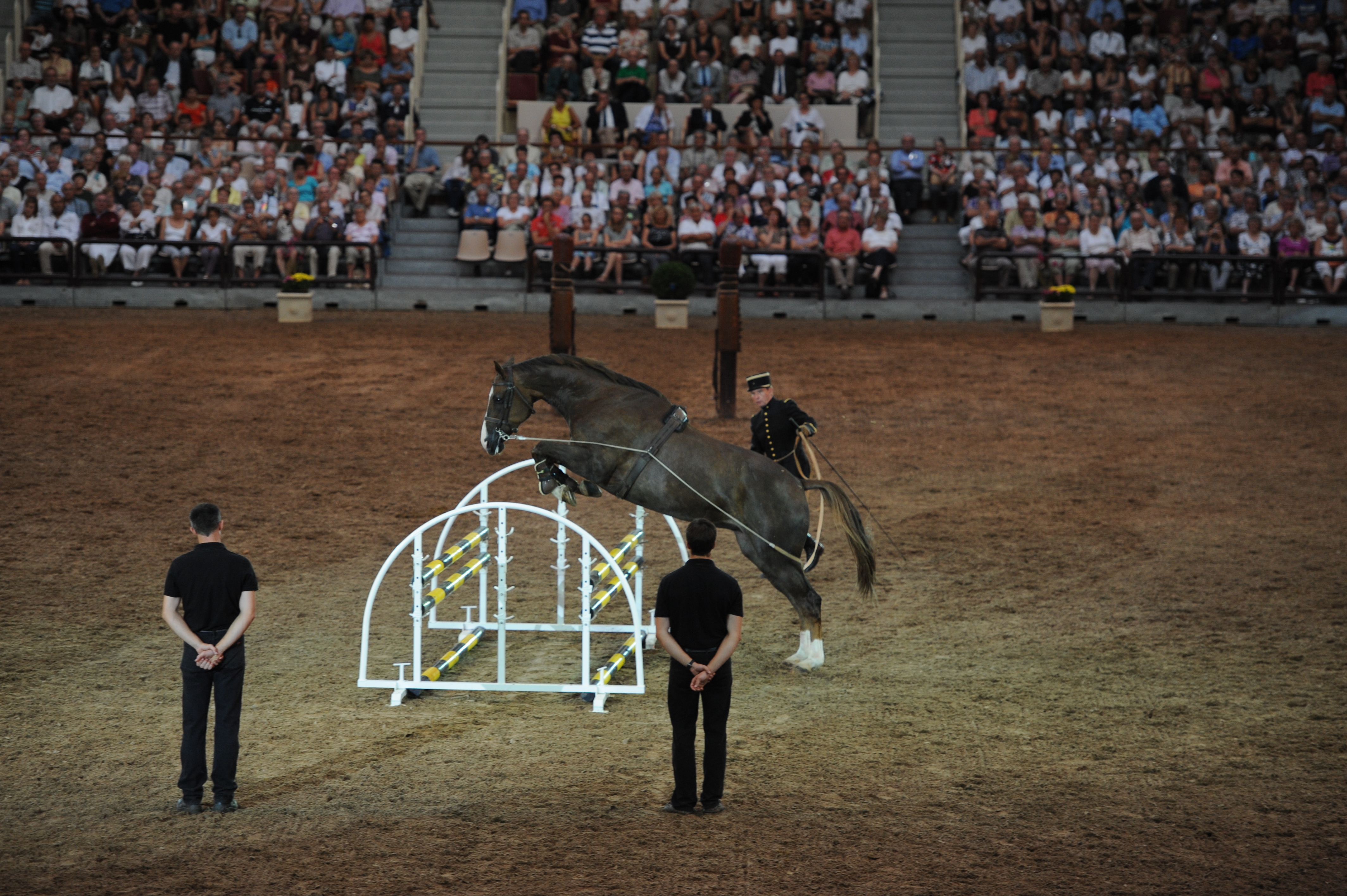
demonstração sobre espadas